# كلب مرافقة المكفوفين

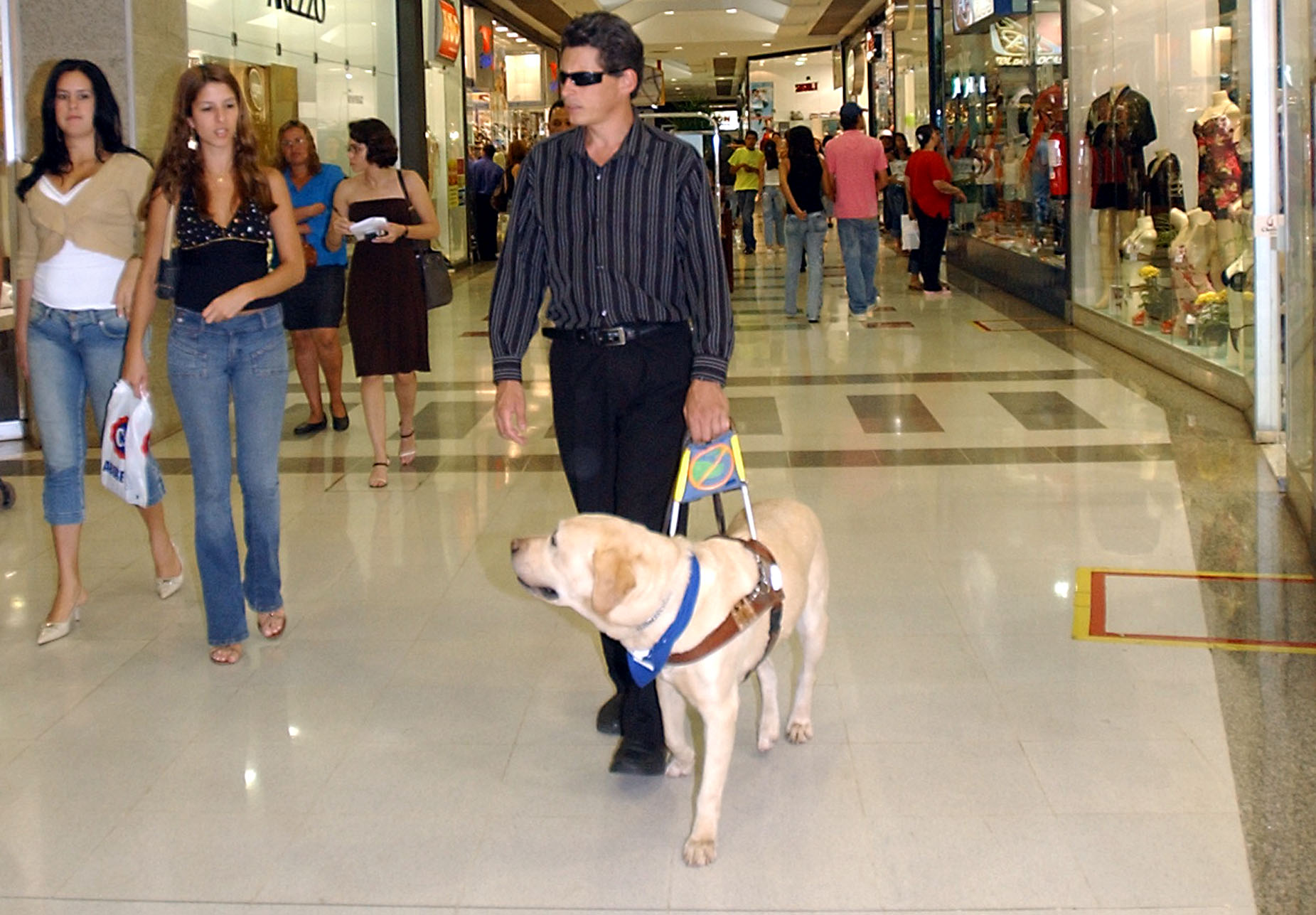
كلب مرافقة المكفوفين يقود صاحبه في مركز تجاري في عاصمة البرازيل

كلب مرافقة المكفوفين هو كلب مساعد مدرَّب على إرشاد صاحبه للتحرك حول العقبات بدون حاجة للاعتماد على أشخاص آخرين. في بلدان عدة القوانين تلزم الشركات بسماح هذا النوع من الكلاب للدخول في المطاعم والأسواق وغيرها لمساعدة الصاحب المكفوف.